# Ginés Alonso
Ginés Alonso (Múrcia, 1911 – L'Avelanet, Arieja, 5 de desembre de 1988) fou un dirigent anarcosindicalista espanyol.

## Biografia
Era membre d'una família conservadora que quan era petit s'establí a Barcelona, on hi treballà de fuster. S'integrà en el Sindicat de la Fusta de la CNT i el 1931 fundà l'Ateneu Racionalista de La Torrassa. Formà part del grup Afinidad de Josep Peirats i col·laborà en la revista Ágora amb Ángel Lescarboura i Adolfo Ballano, implicats el 1933 en l'intent d'atracament al Cafè Oro del Rin, que se saldà amb un mort i pel que fou empresonat un temps.
En produir-se el cop d'estat del 18 de juliol de 1936 s'enfrontà al militars sublevats de Barcelona. Amb Mateo Santos i Puig Elías va fundar la revista Popular Film per a fomentar la cultura cinematogràfica. El 1936 formà part del Comitè Regional de Catalunya de les Joventuts Llibertàries, participant en la redacció del seu òrgan Ideas. També formà part de la maçoneria i col·laborà a La Revista Blanca i a Solidaridad Obrera.
En acabar la guerra civil espanyola es va exiliar a França, establint-se a L'Avelanet (Arieja) amb Pablo Martín. Durant la Segona Guerra Mundial col·laborà amb la resistència francesa i en la reconstrucció de la CNT. Participà en el Congrés de maig de 1945 i dirigí el setmanari España Libre. Quan es produí el trencament de la CNT formà part de la fracció possibilista, de la que en fou secretari general des d'agost de 1957 fins al Congrés de Federacions Locals celebrat a Llemotges l'agost de 1961 i que suposà la reunificació de la CNT, el manifest de la qual va signar juntament amb Roque Santamaría.